# Konrad Arnold Schmid

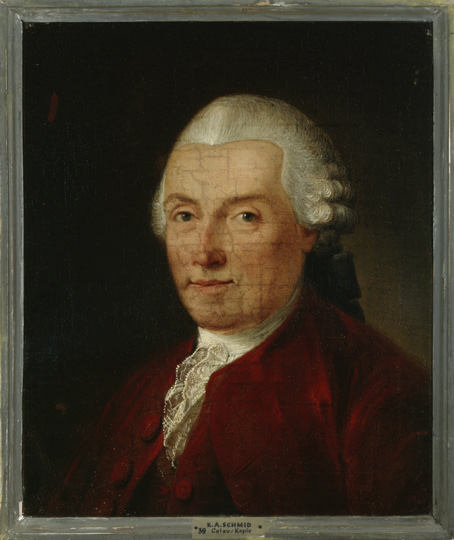
Konrad Arnold Schmid, Gemälde von Benjamin Calau, 1770, Gleimhaus Halberstadt

Konrad Arnold Schmid (* 23. Februar 1716 in Lüneburg; † 16. November 1789 in Braunschweig) war ein deutscher Schriftsteller und Philologe.

## Leben
Er studierte Theologie und klassische Philologie. Während seiner Studienzeit schloss er sich dem literarischen Kreis der Bremer Beiträge an. Schmid hatte seit 1746 das Rektorat des Lüneburger Johanneums inne, bevor er 1761 als Professor für Religionswissenschaft und Latein an das Collegium Carolinum nach Braunschweig wechselte.
Seine Tochter Marie Dorothea heiratete seinen Kollegen J. J. Eschenburg. Schmid starb 1789 in Braunschweig.
Schmid ist vor allem als Freund Lessings bekannt, mit dem er einen regen Briefwechsel unterhielt.

## Werke (Auswahl)
- De eo quod semper delectat in comicorum fabulis. Stern, Lüneburg 1748 (Digitalisat)
- Ad audiendam Plauti fabulam capteivei. Lüneburg 1776.
- Lieder auf die Geburth des Erlösers. Stern, Lüneburg 1761. (Digitalisat)
- Des heiligen Blasius Jugendgeschichte und Visionen. Nicolai, Berlin 1786. (Digitalisat)